# Schwarzkopf-Grünfink
Der Schwarzkopf-Grünfink (Chloris ambigua, Syn.: Carduelis ambigua), auch Schwarzkopfgrünling, ist eine Art aus der Unterfamilie der Stieglitzartigen. Die Art kommt ausschließlich in Asien vor. Seit den 1990er Jahren wird der Schwarzkopfgrünfink im Handel auch als Ziervogel angeboten.

## Erscheinungsbild
Der Schwarzkopf-Grünfink erreicht eine Körperlänge von dreizehn bis vierzehn Zentimetern. Es besteht ein Geschlechtsdimorphismus.
Das Männchen hat einen schwarzen Kopf. Lediglich die Kehle ist gelb. Das übrige Gefieder gleicht dem des Chinagrünfinken. Das Weibchen dagegen hat ein graues Kopfgefieder, die Körperunterseite ist ausgeprägter gelb als beim Männchen. Die Augen sind dunkelbraun. Der Schnabel und die Füße sind hell fleischfarben. Die Rufe und Gesänge des Schwarzkopf-Grünfinken gleichen dem Chinagrünfinken und dem in Mitteleuropa heimischen Grünfinken.

## Verbreitungsgebiet und Lebensweise
Der Schwarzkopf-Grünfink kommt vom Norden Laos’ und Vietnams bis in den Norden Myanmars sowie dem Osten Tibets und dem Westen und Südwesten Chinas vor. Der Lebensraum des Schwarzkopf-Grünfinken sind Nadel- und Mischwälder in Höhenlagen über 1.200 Meter.
Das Gelege besteht meist aus vier bis fünf blass-blauen Eiern. Diese weisen auf der Schale dunkle Flecken und Kritzeln auf. Es brütet allein das Weibchen. Die Brutdauer beträgt dreizehn bis vierzehn Tage. Das Männchen beteiligt sich an der Aufzucht der Jungen. Die Jungvögel sind mit etwa 17 Lebenstagen flügge und nach weiteren zwei bis drei Wochen selbständig.

## Systematik
Die Grünfinken wurden lange Zeit in die Gattung Carduelis eingeordnet. Aufgrund phylogenetischer Untersuchungen aus dem Jahr 2012 wurde dieses Taxon allerdings in eine größere Anzahl von Gattungen aufgegliedert. Seither werden der Grünfink und die mit ihm nahe verwandten Grünling-Arten in der Gattung Chloris geführt.
Die nah verwandten Arten der Gattung Chloris sind:
- der Europäische Grünfink (Chloris chloris)
- der Chinagrünfink (Chloris sinica)
- der Vietnamesische Grünfink (Chloris monguilloti)
- der Himalayagrünfink (Chloris spinoides)

## Belege